# Sukashitrochus pulcher
Sukashitrochus pulcher is een slakkensoort uit de familie van de Scissurellidae. De wetenschappelijke naam van de soort is voor het eerst geldig gepubliceerd in 1884 door Petterd.